# Moussia von Wattenwyl
Moussia von Wattenwyl (geborene Vorpe aus Sonceboz, * 6. November 1971 in Biel/Bienne;  heimatberechtigt in Bern) ist eine Schweizer Politikerin (Grüne).

## Leben
Moussia von Wattenwyl wuchs in Sombeval im Berner Jura auf. Sie ist ausgebildete Sekundarlehrerin mit einem Abschluss in Umweltwissenschaften und unterrichtete bis 2016 die Fächer Chemie, Physik und Biologie. Seit 2016 arbeitet sie bei Espace découverte Energie als Koordinatorin für die Förderung der Energie- und Tourismusregion Berner Jura. Seit ihrer Ausbildung zur Trockenmaurerin in Conthey im Jahr 2016 arbeitet sie zudem als selbstständige Trockenmaurerin in der Region Berner Jura. Sie hat zwei jugendliche Kinder und lebt in Tramelan.

## Politik
Moussia von Wattenwyl stieg spät in die Politik ein. Nach dem Rücktritt von Pierre Amstutz konnte sie 2017 in den Grossen Rat des Kantons Bern nachrücken und wurde bei den Wahlen 2018 wiedergewählt. Sie ist seit 2017 Ersatzmitglied der Grünen-Fraktion in der Bildungskommission und seit 2018 zusätzlich in der Bau-, Energie-, Verkehrs und Raumplanungskommission. Sie ist zudem seit 2017 Mitglied in den Bildungskommissionsausschüssen für die Interparlamentarischen Kommissionen der Fachhochschule Westschweiz, der Westschweizer Schulvereinbarung, der Pädagogischen Hochschule BEJUNE sowie der Hochschule Arc Bern-Jura-Neuenburg.
2018 wurde von Wattenwyl in das Regionalparlament Conseil du Jura bernois gewählt.
Moussia von Wattenwyl ist Vizepräsidentin des Bernisch Kantonalen Fischereiverbandes BKFV und Stiftungsrätin der Stiftung Berner Gesundheit.